# Kostrzewa trzcinowa
Kostrzewa trzcinowa, k. trzcinowata (Festuca arundinacea Schreb. lub Lolium arundinaceum (Schreb.) Darbysh.) – gatunek z rodziny wiechlinowatych o problematycznej pozycji systematycznej – tradycyjnie zaliczany do rodzaju kostrzewa Festuca, ale bliżej spokrewniony z rodzajem życica Lolium. Występuje w Europie (z wyjątkiem północnych jej krańców), w zachodniej i środkowej Azji oraz w północnej Afryce. Jako roślina introdukowana rozpowszechniona została na wszystkich kontynentach w strefach umiarkowanych obu półkul. W Polsce jest na ogół często spotykany, rzadki na obszarach górskich, w województwie łódzkim i lubuskim.

## Morfologia

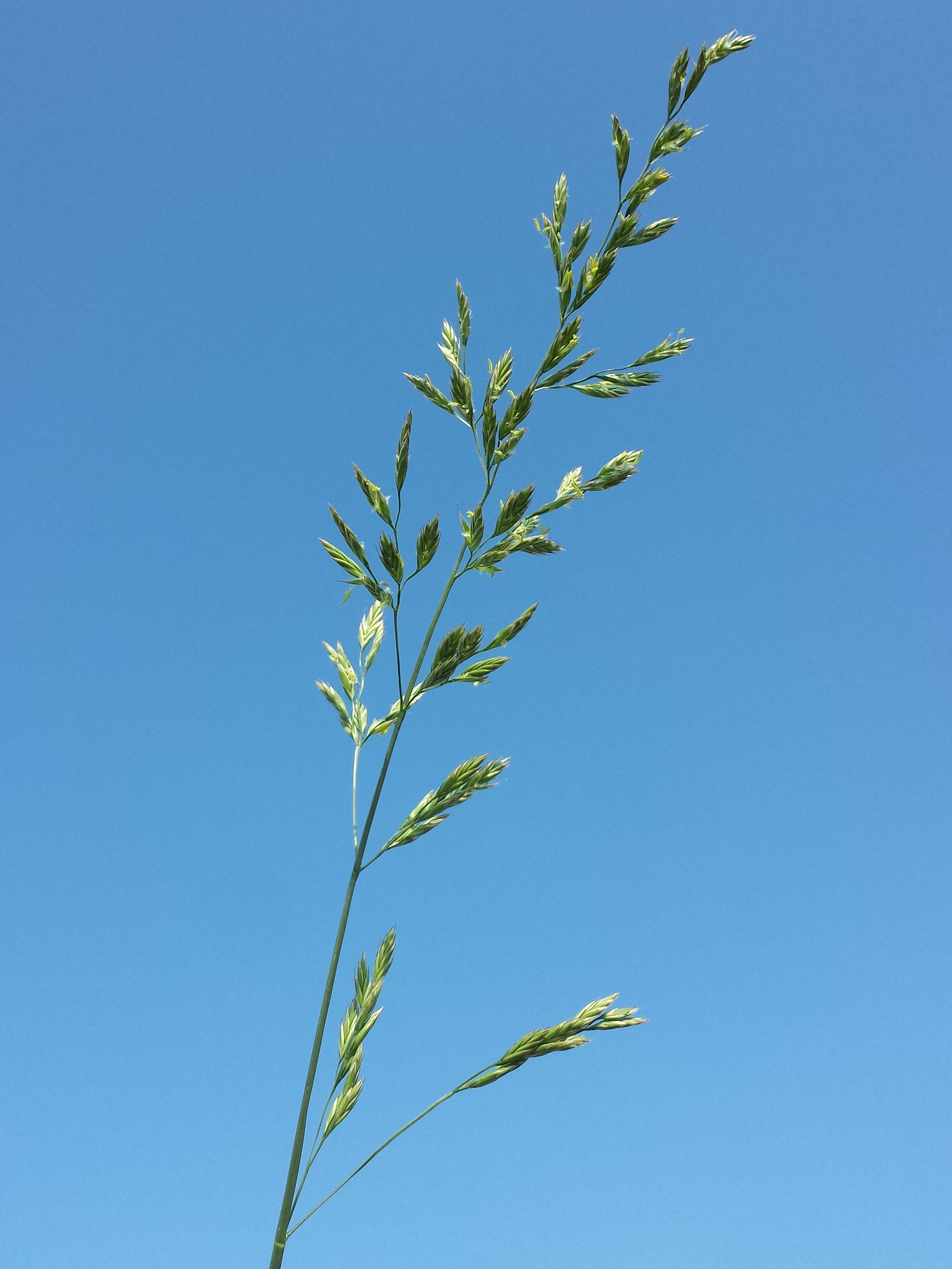
Kwiatostan

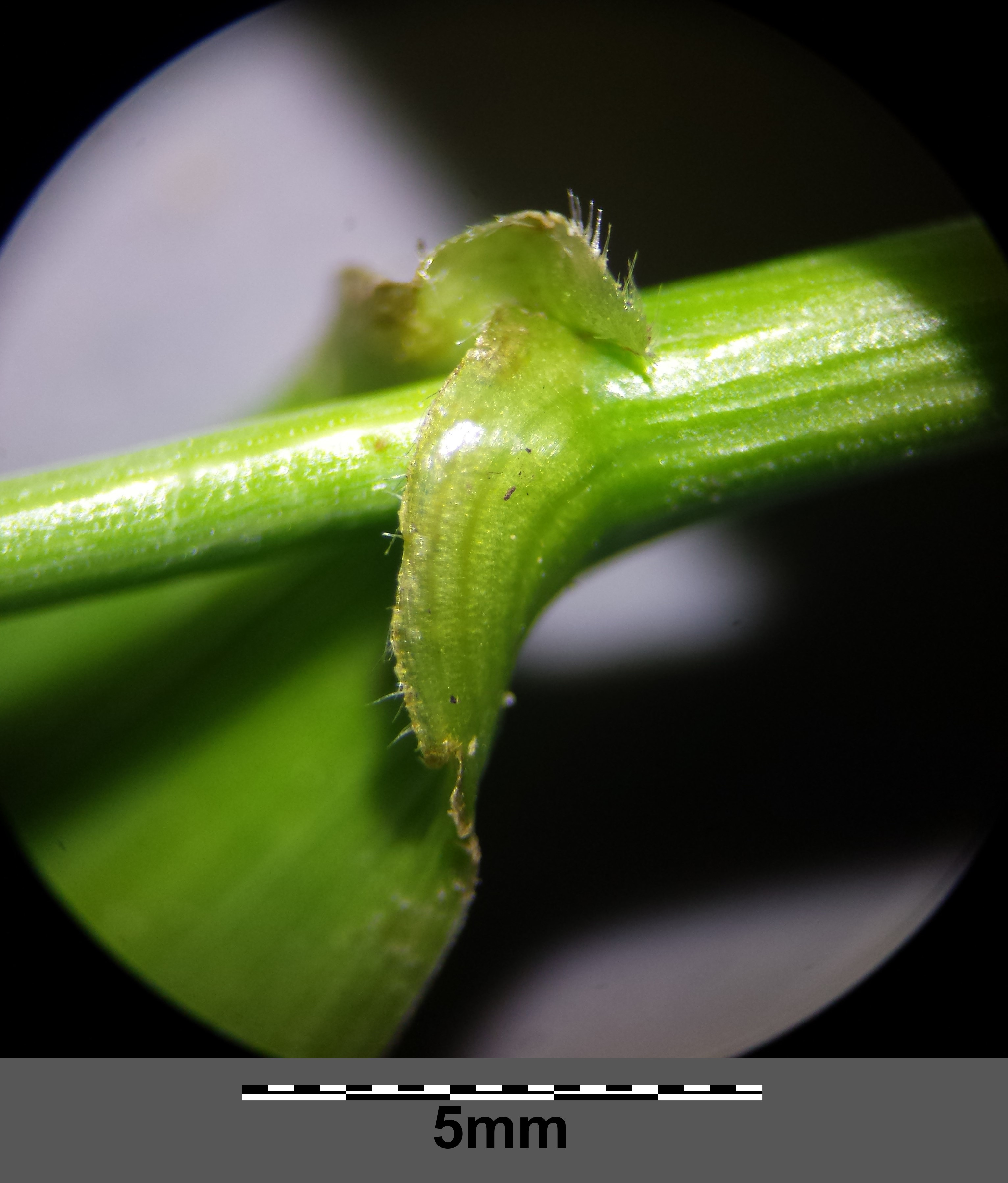
Uszka u nasady liścia

PokrójRoślina o wysokości 0,7–1,2 metra, zbitokępowa, głęboko korzeniąca się. Wykształca wydłużone i skrócone pędy wegetatywne oraz grube i sztywne pędy kwiatostanowe.
LiścieLiczne, duże, ciemnozielone, lancetowate liście, wyraźnie unerwione z białym nerwem środkowym. Pochwa liściowa otwarta, występuje krótki języczek, a także omszone uszka.
KwiatostanWiecha o długości dochodzącej do 20 cm, u góry lekko zwisła. Bezostne, zielonkawe, podłużne (od 8 do 12 mm długości) kłoski, posiadają od 4 do 8 kwiatków.
OwoceOplewiony ziarniak o długości do 8 mm i szerokości ok. 1,5 mm.

## Ekologia
Wieloletnia, wiatropylna trawa. Wiosną rozwija się dość wcześnie, ale kwitnie dopiero w połowie czerwca. Jest bardzo odporna na niesprzyjające warunki klimatyczne. Występuje na różnych glebach, na siedliskach tak niezbyt suchych jak i okresowo podmokłych. Upodobała sobie mniej żyzne, zasolone i zdegradowane siedliska. W klasyfikacji zbiorowisk roślinnych gatunek charakterystyczny dla O/All. Agropyro-Rumicion crispi, Ass. Potentilllo-Festucetum.

## Zastosowanie
Z racji niskich wymagań, stosowana jest na zdewastowane przez przemysł tereny. Wartość pastewna jest dość dobra w przypadku wczesnego zbioru, później odznacza się niezbyt dobrą strawnością.